# Kaj Munk College
Het Kaj Munk College is een middelbare school in Hoofddorp in de gemeente Haarlemmermeer.
Op het Kaj Munk college wordt lesgegeven op het mavo-, havo- , vwo-niveau en technasium De school heeft ongeveer 1750 leerlingen en 179 medewerkers. De school maakt deel uit van IRIS, Stichting voor Christelijk Voortgezet Onderwijs.
De school profileert zich op bètaonderwijs. In het VMBO met het Ambitieprogramma, in de havo met technasiumklassen en in het vwo met scienceklassen.
De school is, net als de straat waaraan de school is gelegen, vernoemd naar de Deense dominee en dichter Kaj Munk. De school is voortgekomen uit een fusie tussen het Christelijk Atheneum Adriaen Pauw (gevestigd te Heemstede) en het Willem de Zwijger College voor MAVO en HAVO (gevestigd te Hoofddorp op de huidige locatie). Eerst bestonden er nog twee locaties, maar na verloop van tijd is de locatie in Heemstede gesloten.

## Beste werkgever 2011
Op 28 januari 2011 werd in Utrecht het Kaj Munk uitgekozen tot de beste onderwijswerkgever in Nederland wat betreft het voortgezet onderwijs. Toenmalig rector Dick Bruinzeel kreeg de prijs uitgereikt van minister Ronald Plasterk.